# Odontostomias masticopogon
Odontostomias masticopogon es una especie de pez de la familia Stomiidae en el orden de los Stomiiformes.

## Morfología
Los machos pueden llegar alcanzar los 20 cm de longitud total.

## Hábitat
Es un pez de mar y de aguas profundas que vive hasta 900 m de profundidad.

## Distribución geográfica
Se encuentra en el  Atlántico oriental (entre 13 ° N y 11 ° S).